# Onomástica

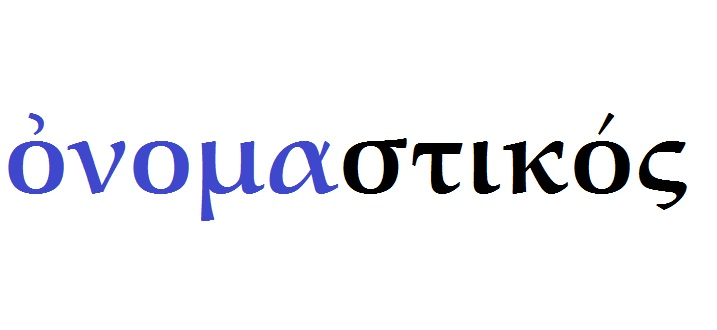
Onomástica en griego

La onomástica (del griego clásico ὀνομασία [onomasía] más el sufijo -τι'κή [-tiké, ‘relacionado con’, ‘capaz de’, ‘el arte de’] < ὀνόμασις [onómasis] < ὄνο(μα), ὀνόματος [ónoma, onómatos, ‘nombre’])  es una rama de la lexicografía que se dedica al estudio y catalogación de los nombres propios. También estudia el origen y procedencia de los nombres de familia o patronímicos (p. ej. Guzmán, Díaz, Álvarez, etc.) o de los lugares (topónimos) que emplean los hablantes de una lengua (endónimos) o con los que los de otra lengua se refieren a los de otra (exónimos).

## Clasificación
Se clasifica en:
- Antroponimia, disciplina que registra y estudia los nombres de personas.
- Bionimia, disciplina que registra y estudia los nombres de los seres vivos,[2] que se divide en fitonimia, estudio de los nombres de plantas, y zoonimia, estudio de los nombres de animales.
- Odonimia, disciplina que registra los nombres de calles, caminos y otras vías.[3]
- Toponimia, disciplina que registra los nombres de lugares, habitados o no; incluye también los nombres de colinas, cordilleras y montes (orónimos), lagos y lagunas (limnónimos), arroyos y ríos (hidrónimos), etc. La toponimia se estudia de manera auxiliar en otras ciencias, como la botánica, la cromatografía, la geografía, la hagiografía, la historia, la literatura y la mitología, entre otras.

## Onomástica en España

### En época prerromana
En la llamada península ibérica, según las fuentes clásicas (Estrabón, Heródoto, Polibio, etc.), no se hablaba una única lengua, sino varias: antiguo euskera, ibérico, tartesio, celtíbero y lusitano, que se sepa, con sus correspondientes dialectos; además había ciudades portuarias que eran colonias griegas y púnicas donde se hablaban o el griego, o la modalidad del fenicio llamada púnico. Durante la latinización predominaban sobre todo cuatro lenguas en las distintas culturas de Hispania: una lengua bastante homogénea a la que se denominaba ibérica, cuyos testimonios epigráficos cubren un largo territorio extendido a lo largo de la costa mediterránea desde la Andalucía oriental hasta el río Hérault en Francia, que incluía una gran parte del territorio actual de Aragón y el oeste de La Mancha. Por otra parte, otro idioma conocido solo a través de la epigrafía llamado tartesio, en el rincón del Suroeste; en tercer lugar, en toda la meseta central y en las zonas costeras del Norte y Oeste, salvo en la parte interior del golfo de Vizcaya, donde se hallaba asentado en cuarto lugar un euskera arcaico en un territorio mayor del que ocupa actualmente compartido por Francia y España, dominaba un grupo de dialectos indoeuropeos llamados celtíberos. Otra lengua, el lusitano, se daba principalmente en lo que hoy es Portugal, por el trecho del último curso y desembocadura del río Tajo. Estas culturas que se relacionaban entre sí dieron lugar a una gran diversidad dialectal y a numerosos préstamos léxicos mutuos, en especial entre el vasco y el ibero.
Desde un punto de vista fonético, el castellano comparte con el vasco y con el ibero la existencia de cinco vocales /a, e, i, o, u/, y con este rasgo se diferencia de las restantes lenguas románicas. Por lo que respecta a la morfología, se piensa que sufijos como -arro (-urro, -erro) o -ieco, -ueco, -asco (que no tienen equivalente latino) deberían ser influencia del sustrato ibérico. Los encontramos en palabras como: baturro, barro, mazueco, etc.
Por último, del ibero o sus parientes se piensa que en el léxico y la toponimia española hay una descendencia. Son palabras no indoeuropeas prerromanas: arroyo, conejo, charco, galápago, garrapata, gusano, perro, silo, toca, zarza, gordo y muchas otras que no tienen una ubicación clara. Además, se encuentran numerosos topónimos de origen ibero que hoy se conservan latinizados: Acci (> Guadix), Basti (> Baza), Dertosa (> Tortosa), Gerunda (> Gerona), Ilici (> Elche), este último de origen púnico. También se habla del posible origen ibero (-vasco) del apellido García (<Garseitz) o Blasco, Velásquez y Velasco (con sufijo ibérico -vasco).

### Toponimia romana en España
Los romanos empezaron la romanización de Hispania durante el siglo III a. C., cuando la arrebataron a los cartagineses. Inculcaban el latín vulgar como lengua común además de la cultura y los valores romanos, y esta lengua fue penetrando cada vez más en las casas conforme se sucedían las generaciones. Solo resistió el euskera hasta la actualidad; del idioma celtíbero hay testimonios hasta el siglo I. 
Por ello gran parte de los topónimos actuales proceden de la evolución del latín vulgar hacia sus dialectos hispánicos, las llamadas lenguas románicas de Hispania: el galaico-portugués, el astur-leonés, el castellano, el navarro-aragonés y el catalán, o de adaptaciones fónicas de topónimos prerromanos al latín vulgar, luego dividido en dialectos del latín y en lenguas románicas. Los romanos establecieron múltiples villae en Hispania en entornos rurales, y algunos de los nombres de estas villas reaparecen en los topónimos medievales. Como los romanos tendían a poner el nombre del propietario de las villas en genitivo, este nombre propio antropónimo se terminó convirtiendo en la forma toponímica en que se denominaban esas villas. Por ejemplo, Cornellana (Asturias) y Cornellá (Cataluña) fueron villas que pertenecieron a un Cornelius.
Los cambios en la onomástica y el desarrollo que estos han padecido durante la historia han permitido a los investigadores crear un proceso cronológico. Paternus, nombre etimológicamente latino, tuvo una especial difusión en la península ibérica. Se conserva en la toponimia con distintas formaciones: en Valencia en su forma femenina (Paterna); en genitivo en Portugal (Paderne), con sufijo -anum en Navarra (Paternain) y fruto ya de la repoblación medieval en León y Cantabria (Villapadierna y Villapadierne).
Otra construcción preferida por los romanos fueron los baños, de los que han quedado evidentes y abundantes testimonios toponímicos, tanto en la serie alusiva a la temperatura de las aguas (Caldas, o cálidas), como a la serie alusiva al establecimiento (Baños). Y aquí también se manifiesta la diversidad de las lenguas románicas españolas, pues mientras Caldas es la forma común para cualquier dominio lingüístico (es la forma existente en Galicia, Cantabria y Cataluña), balneum ha originado en León Boñar (Balneare), en Cataluña Bañolas, en Navarra Buñuel (por influencia mozárabe), que se repite en Valencia sin diptongar (Buñol), y en Granada Albuñol (con artículo árabe incorporado).